# Chimaira (Lykien)

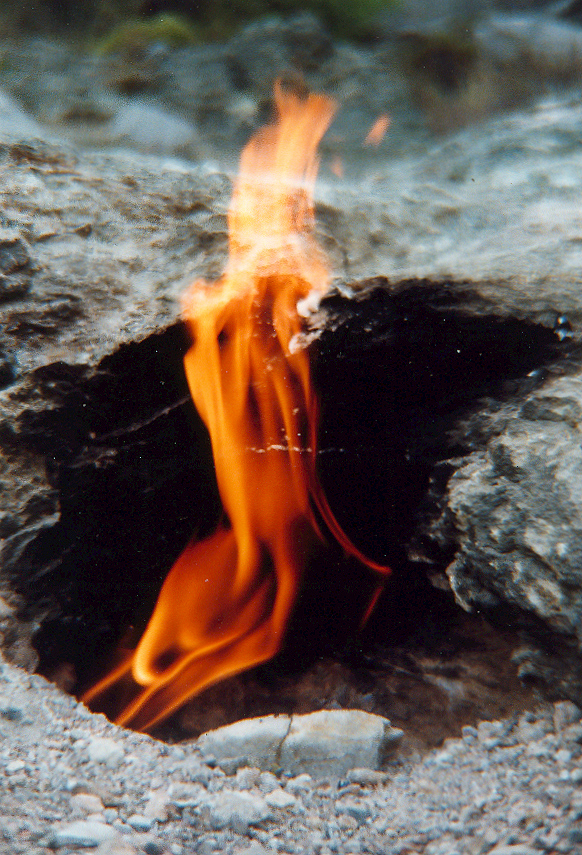
Flammen schlagen aus dem felsigen Boden

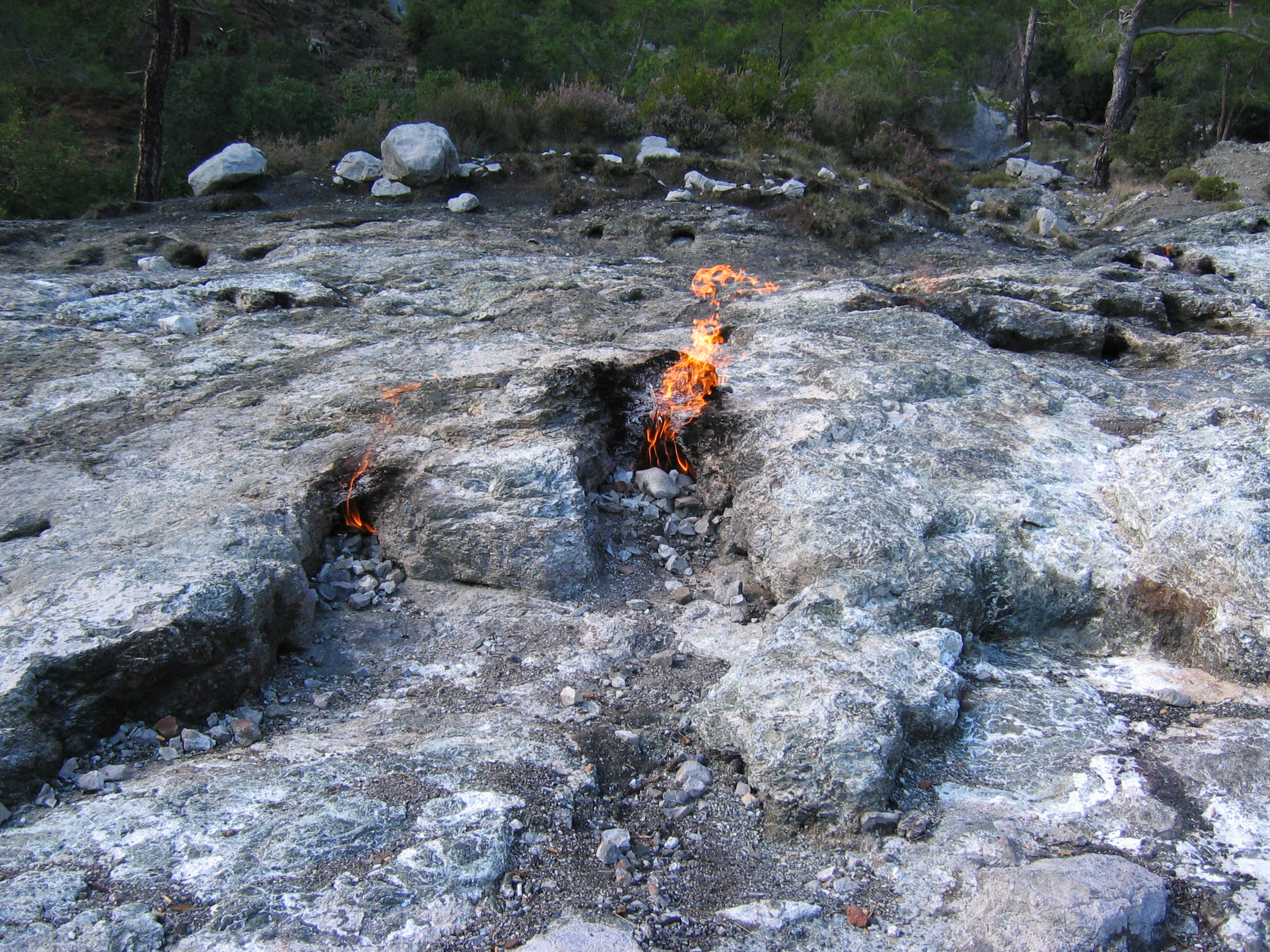
Gase brennen in Verbindung mit Sauerstoff

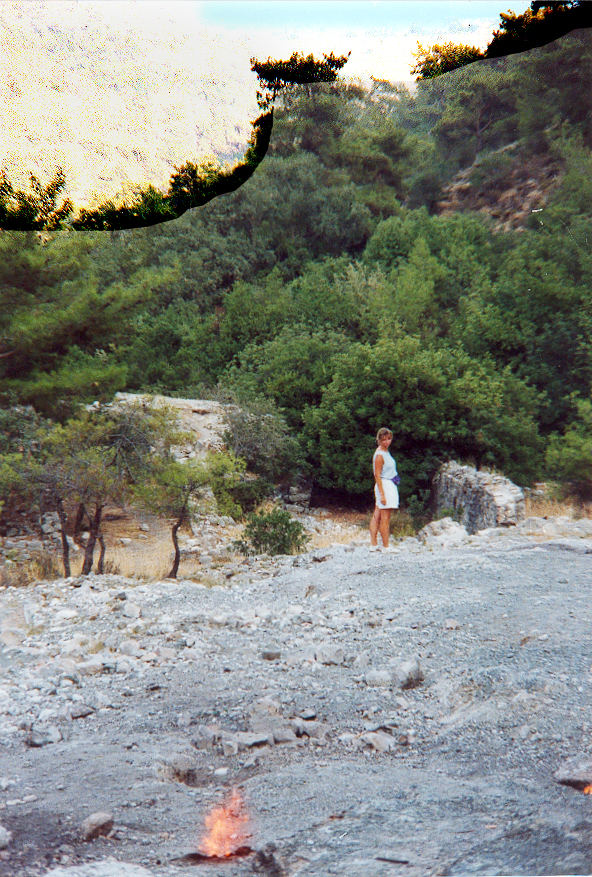
In der Antike leuchteten die Feuer weit übers Meer

Chimaira (altgriechisch Χίμαιρα Chímaira (f. sg.), latinisiert Chimaera) beziehungsweise türkisch Yanartaş („brennender Stein“) ist ein seit der Antike bekannter Platz im kleinasiatischen Lykien, an dem noch heute ein seltenes, jahrtausendealtes Naturphänomen zu beobachten ist. Aus dem felsigen Boden eines Berghangs schlagen in zwei getrennten Arealen an mehreren Stellen Flammen heraus – die „ewigen Feuer der feuerspeienden Chimaira“, die dem Ort ihren antiken Namen gab.
Chimaira war ein Kultort in der Nähe der antiken Stadt Olympos, heute bei dem Dorf Çıralı, etwa 70 km südwestlich von Antalya in der Türkei gelegen. Beide Feuerfelder liegen am Lykischen Fernwanderweg.

## Hephaistos-Kult
Antike Berichte belegen, dass die nahegelegene Stadt Olympos wegen ihres Hephaistos-Kultes berühmt war. Sein Heiligtum, das Hephaistion, wird sich wohl hier befunden haben – archäologische Indizien wurden aber nicht gefunden. Die Inschriften auf den auch heute noch vereinzelt zwischen den Flammen verstreut liegenden Marmortafeln geben hierauf keine Hinweise. Für die Tradition eines kultischen Platzes sprechen aber die Reste einer kleinen mittelalterlichen Kirche.

## Die Feuer
Es gibt zwei etwa einen Kilometer auseinanderliegende Feuerfelder, von denen meist nur das untere Feuerfeld besucht wird. Man erreicht es von Çıralı aus in ca. 30 Minuten bergauf. Ein Eintrittsgeld wird erhoben. Der Weg zum oberen Feuerfeld von Ulupınar aus ist ohne Eintritt, jedoch beschwerlicher.
Überlieferungen zufolge sollen die Flammen noch in der Antike weithin übers Meer geleuchtet und Seefahrern bei der Orientierung geholfen haben. Heute sind 250 Meter oberhalb der Küste, rund 2 km vom Meer entfernt, auf einer kleinen Lichtung in dichtem Waldgebiet nur noch vereinzelt geringe Flammen zu sehen. Hin und wieder erreichen sie eine Höhe von 50 cm, manchmal sind sie tagsüber kaum noch wahrnehmbar. Die Höhe der Flammen ändert sich auch durch den jeweiligen Luftdruck.
Das Feuer entsteht durch Verbrennung von Gasen, die aus Rissen, Spalten und kleineren Öffnungen eines felsigen Abhangs austreten. Die Zusammensetzung lässt sich nicht eindeutig bestimmen – offenbar wechselt sie ebenso wie Menge und Austrittsstellen in den vergangenen Jahrhunderten. Heute ist der Hauptanteil Methan mit knapp 60 Prozent, Stickstoff ist zu etwa 30 Prozent und Sauerstoff zu etwa 10 Prozent enthalten.